# Astragalus komarovii
Astragalus komarovii är en ärtväxtart som beskrevs av Vladimir Ippolitovich Lipsky. Astragalus komarovii ingår i släktet vedlar, och familjen ärtväxter. Inga underarter finns listade i Catalogue of Life.